# Cuernos del Diablo
Cuernos del Diablo es un estratovolcán inactivo ubicado en la parte sur de Chile, específicamente en la Región de Los Lagos a unos diez kilómetros al oeste de la frontera con Argentina.

## Geología
El macizo volcánico, que consiste predominantemente en basalto, está perturbado por la actividad erosiva del glaciar. No se conoce la edad de su última erupción, pero los numerosos gusanos y las corrientes de lava basáltica que se centran alrededor de la cumbre y en la ladera suroeste son relativamente jóvenes. La actividad volcánica reciente también se evidencia por una fumarola activa que se observó en 1931.